# Kirył Stupak
Kirył Siarhiejewicz Stupak (biał. Кірыл Сяргеевіч Ступак, ros. Кирилл Сергеевич Ступак; ur. 16 marca 1990 w Mińsku) – białoruski szachista, arcymistrz od 2011 roku.

## Kariera szachowa
W latach 2000–2010 wielokrotnie reprezentował Białoruś na mistrzostwach Europy i świata juniorów w różnych kategoriach wiekowych (najlepszy wynik: Herceg Novi 2008, ME do 18 lat – VIII miejsce). Był również wielokrotnym finalistą mistrzostw kraju juniorów, m.in. w 2005 r. zdobywając w Mińsku srebrny medal w kategorii do 20 lat, w 2006 r. – złoty medal w kategorii do 18 lat, a w 2009 r. – złoty w kategorii do 20 lat.
W 2006 r. podzielił I m. (wspólnie z Andriejem Gorowcem) w kołowym turnieju w Orszy oraz zwyciężył w Pskowie i Mińsku. W 2007 r. zajął II m. (za Jewgienijem Podołczenko) w międzynarodowych mistrzostwach Małopolski, rozegranych w Krakowie oraz zajął II m. (za Władimirem Romanienko) w Mińsku, wystąpił również w finale indywidualnych mistrzostw Białorusi, dzieląc IV-V miejsce. W 2008 r. podzielił I m. (wspólnie z Kacprem Piorunem) w kolejnych międzynarodowych mistrzostwach Małopolski oraz zwyciężył w Kobryniu. W 2009 r. zajął IV m. w finale mistrzostw kraju. W 2010 r. zwyciężył w Krakowie (międzynarodowe mistrzostwa Małopolski) oraz wypełnił dwie arcymistrzowskie normy, podczas mistrzostw świata juniorów do 20 lat w Chotowej i na szachowej olimpiadzie w Chanty-Mansyjsku. W 2013 r. podzielił I m. (wspólnie z Kamilem Dragunem) w V Międzynarodowym Arcymistrzowskim Turnieju Szachowym im. Unii Lubelskiej w Lublinie. W 2014 r. podzielił I m. w Bejrucie (wspólnie z Siergiejem Tiwiakowem i Azərem Mirzəyevem) oraz w Monastyrze (wspólnie z Mohamedem Haddouche). W 2015 r. zdobył złoty medal indywidualnych mistrzostw Białorusi.
Reprezentował Białoruś w turniejach drużynowych, m.in.:
- trzykrotnie na olimpiadach szachowych (w latach 2010, 2012, 2014); medalista: indywidualnie – brązowy (2010 – na V szachownicy)[9],
- na drużynowych mistrzostwach Europy (w roku 2013); medalista: indywidualnie – brązowy (2013 – na III szachownicy)[10].

Najwyższy ranking w dotychczasowej karierze osiągnął 1 listopada 2014 r., z wynikiem 2557 punktów zajmował wówczas 7. miejsce wśród białoruskich szachistów.